# Resolutie 807 Veiligheidsraad Verenigde Naties
Resolutie 807 van de Veiligheidsraad van de Verenigde Naties werd unaniem aangenomen op 19 februari 1993.

## Achtergrond
In 1980 overleed de Joegoslavische leider Tito, die decennialang de bindende kracht was geweest tussen de zes deelstaten van het land. Na zijn dood kende het nationalisme een sterke opmars, en in 1991 verklaarden verschillende deelstaten zich onafhankelijk. Hierdoor ontstond een burgeroorlog met minderheden die tegen onafhankelijkheid waren in de deelstaten, en met het Volksleger.

## Inhoud
De Veiligheidsraad:
- bevestigt resolutie 743 en volgende over UNPROFOR;
- overweegt het rapport van de secretaris-generaal;
- is bezorgd om het gebrek aan samenwerken bij de uitvoer van het VN-vredesplan;
- is ook bezorgd om recente schendingen van het staakt-het-vuren;
- bepaalt dat de ontstane situatie de vrede in de regio in gevaar brengt;
- bemerkt in dat opzicht de vraag van de secretaris-generaal om het mandaat van UNPROFOR te vernieuwen;
- is vastberaden om de veiligheid van UNPROFOR te verzekeren;

1. eist dat de partijen zich aan het VN-plan in Kroatië en het staakt-het-vuren houden.
2. eist verder dat geen troepen nabij UNPROFOR in de VN-Beschermde Zones en de roze zones gestationeerd worden.
3. eist dat de resoluties over UNPROFOR in Bosnië en Herzegovina strikt opgevolgd worden.
4. eist dat UNPROFOR's bewegingsvrijheid gerespecteerd wordt zodat ze al haar taken kan uitvoeren.
5. besluit om UNPROFOR's mandaat te verlengen tot 31 maart.
6. dringt aan op samenwerking aan de uitvoering van het VN-vredesplan.
7. nodigt de secretaris-generaal uit te werken aan de uitvoering van het VN-mandaat.
8. nodigt de secretaris-generaal verder uit het nodige te doen om UNPROFOR te versterken.
9. vraagt de secretaris-generaal te rapporteren over de versterking en de kost ervan.
10. besluit om actief op de hoogte te blijven.

## Verwante resoluties
- Resolutie 801 Veiligheidsraad Verenigde Naties
- Resolutie 802 Veiligheidsraad Verenigde Naties
- Resolutie 808 Veiligheidsraad Verenigde Naties
- Resolutie 815 Veiligheidsraad Verenigde Naties

Lijst ·  800 ·  801 ·  802 ·  803 ·  804 ·  805 ·  806 ·  807 ·  808 ·  809 ·  810 ·  811 ·  812 ·  813 ·  814 ·  815 ·  816 ·  817 ·  818 ·  819 ·  820 ·  821 ·  822 ·  823 ·  824 ·  825 ·  826 ·  827 ·  828 ·  829 ·  830 ·  831 ·  832 ·  833 ·  834 ·  835 ·  836 ·  837 ·  838 ·  839 ·  840 ·  841 ·  842 ·  843 ·  844 ·  845 ·  846 ·  847 ·  848 ·  849 ·  850 ·  851 ·  852 ·  853 ·  854 ·  855 ·  856 ·  857 ·  858 ·  859 ·  860 ·  861 ·  862 ·  863 ·  864 ·  865 ·  866 ·  867 ·  868 ·  869 ·  870 ·  871 ·  872 ·  873 ·  874 ·  875 ·  876 ·  877 ·  878 ·  879 ·  880 ·  881 ·  882 ·  883 ·  884 ·  885 ·  886 ·  887 ·  888 ·  889 ·  890 ·  891 ·  892